# 烏斯基爾區

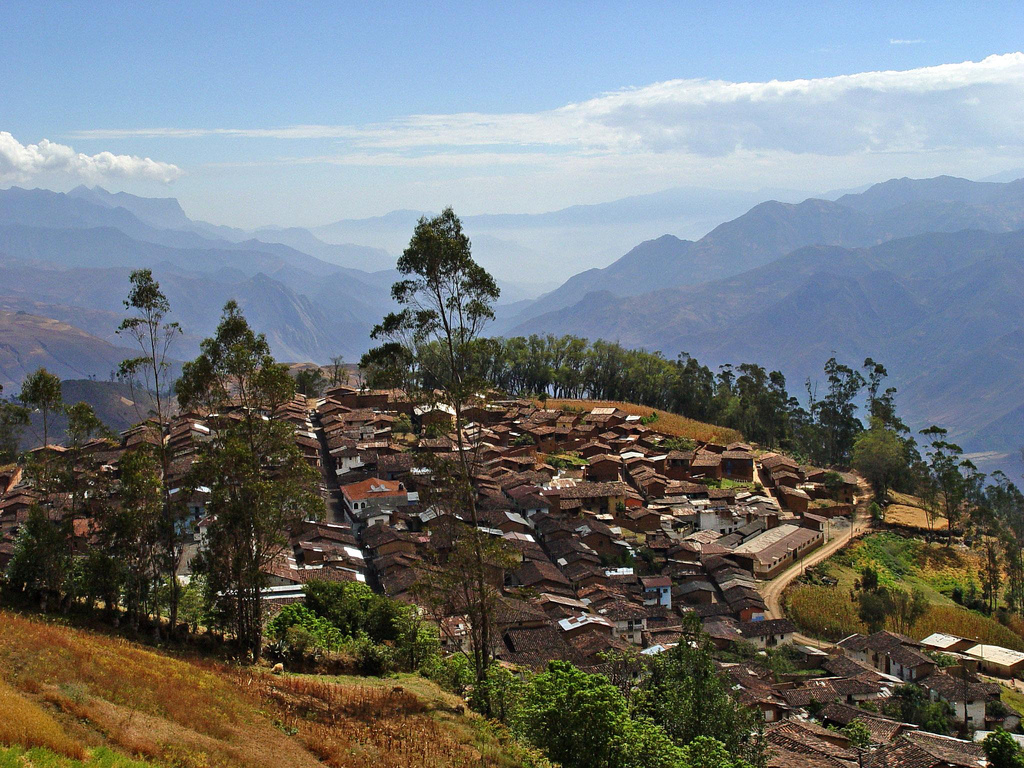

烏斯基爾區（西班牙語：Distrito de Usquil），是秘魯的一個區，位於該國西北部拉利伯塔德大區的奧圖斯科省，始建於1857年1月2日，面積445.82平方公里，海拔高度3,018米，2005年人口26,053，人口密度每平方公里58人。